# Universidad de Ciencias Médicas de Ciego de Ávila
La Universidad de Ciencias Médicas de Ciego de Ávila (UCMCA) es una universidad de medicina localizada en Ciego de Ávila, Cuba.

## Facultades
Se encuentra dividida en dos facultades: 
- La Facultad de Ciencias Médicas “Dr. José Assef Yara” de Ciego de Ávila es la sede central para el proceso docente-educativo de pre y postgrado del área sur de la provincia de Ciego de Ávila y acoge estudiantes de otras nacionalidades.
- La Facultad de Ciencias Médicas de Morón es la sede central para el proceso docente-educativo de pre y postgrado del área norte de la provincia de Ciego de Ávila y acoge estudiantes de otras nacionalidades.

## Historia
La educación superior de las ciencias médicas en la provincia Ciego de Ávila inicia con el desarrollo de la carrera de medicina, en el año 1978 con 11 estudiantes de 6to año para lo cual se habilitó un aula docente en la sala de medicina de hombres en el Hospital General Provincial Dr. Antonio Luaces lraola de Ciego de Ávila. El internado incluía el programa rotatorio en los servicios: medicina interna, pediatría, cirugía y ginecobstetricia; para su aseguramiento un grupo de especialistas médicos recibieron preparación profesoral en el Instituto Superior de Ciencias Médicas “Dr. Carlos J. Finlay” de Camagüey. En julio de 1979 se realiza la primera graduación de doctores en medicina de la provincia avileña. 
En el curso académico de 1979-1980 continua la formación de internos en el programa rotatorio y se realiza la segunda graduación de la provincia.
En el curso 1980-1981 comienza el primer grupo de 3er año, en la sala de medicina de hombres con la asignatura de propedéutica clínica y semiología médica; cuyo profesor principal fue el Dr. Lázaro Valdés Dopazo, integrando ese grupo se encontraban los dos primeros extranjeros, procedentes de Colombia y El Salvador, formados en el territorio y así continuó la incorporación de otros grupos de internos.
Al iniciar el curso 1981-1982 se crea la "Unidad Docente de Ciego de Ávila" que radicó en el edificio 34 del Microdistrito A en la ciudad de Ciego de Ávila. Comienza el 4to año en el servicio de medicina de mujeres y continua la incorporación de 3er y 6to año. En el curso 1982-1983 continúa 3er y 4to año incorporándose 6to año, y se extiende el internado al Hospital General Provincial Docente "Capitán Roberto Rodríguez Fernández" de la ciudad de Morón, coordinado por el Dr. Bernabé Domínguez Carballo.
El 20 de diciembre de 1982, se constituye oficialmente la Facultad de Ciencias Médicas Dr. José Assef Yara de Ciego de Ávila, mediante la Resolución n.º 232 de 1982; emitida por el entonces ministro de salud pública el Dr. Sergio del Valle Jiménez. En esa misma fecha se efectuó el nombramiento del su primer decano el Dr. Rolando Rodríguez Rodríguez y de la primera secretaria docente la Lic. Blanca Jacobo. Ese mismo año se hace apertura del inmueble, sito en calle Chicho Torres S/N, esquina calle Arnaldo Ramírez, subordinado a la facultad como laboratorio docente-investigativo de patología médica y su anfiteatro para la docencia de pregrado.
La enseñanza de las ciencias básicas biomédicas inició en el curso 1983-1984 con la incorporación del primer grupo de primer año. La sede se amplía con la inclusión del edificio 59 del Microdistrito A en la ciudad de Ciego de Ávila; lugar donde se instalaron los primeros laboratorios y aulas. Al finalizar ese curso se graduaron los 2 primeros estudiantes extranjeros y salen a cumplir misión internacionalista el primer grupo de internos acompañados por la profesora de pediatría Dr. Oilda Casimira Menéndez Torres. 
En el curso 1984-1985 se incorpora el 2do año al ciclo básico y se recibe el primer grupo del contingente Dr. Carlos J. Finlay al ciclo clínico para desarrollar el 3er año.
La organización de las asignaturas en estancia a partir del 4to año y la asignatura sociedad y salud en primer año, desarrolladas en el nivel primario de atención se introducen en el curso 1985-1986 con la implementación del nuevo plan de estudio de la carrera.
Para iniciar el curso 1987-1988 se inaugura la sede central actual de la Facultad de Ciencias Médicas Dr. José Assef Yara, sito en Carretera de Morón Km 2 1/2. Al finalizar este periodo de estudios se realiza en La Habana la primera graduación de médicos provenientes del primer contingente de ciencias médicas Dr. Carlos J. Finlay. 
El movimiento de excepcional rendimiento académico se implementa a partir del curso 1988-1989 y en 1991 se inaugura la Unidad Docente de Morón.
El 17 de junio de 2019 se nombra oficialmente a la Facultad de Ciencias Médicas de Morón, lo que anteriormente se nombraba Filial de las Ciencias de la Salud de Morón al unificarse en el curso 2007-2008 la Filial de Tecnología de la Salud y la Facultad de Ciencias Médicas,  que tiene sus antecedentes en el Instituto Politécnico de la Salud "Arley Hernández Moreira" el cual se inauguró el 16 de enero de 1984, centro provincial que unificó las escuelas de enfermería de Morón y la Fé del Valle de Ciego de Ávila. 
En el Instituto Politécnico de la Salud "Arley Hernández Moreira" en sus inicios se crearon las carreras de técnico medio en Enfermería, Laboratorio Clínico, Asistencia Estomatológica y Farmacia, la escuela recibía estudiantes de las provincias centrales del país y pertenecía a la enseñanza técnica profesional, los egresados no terminaban con el título de bachiller. Posteriormente se introducen las carreras de técnico medio en Rayos X, Prótesis Dental, Higiene, y en Administración. 
En 1987 se crea en el centro la escuela de capacitación recibiendo estudiantes de noveno y duodécimo grado. En 1989 se abre el curso obrero calificado en control de vectores. En 1993 se disminuyó la entrada de estudiantes, estos pasaron a las unidades docentes. Es en 1995 cuando se considera que el egresado terminaba como bachiller. Durante el curso escolar 2002- 2003 el centro pasa al Ministerio de Educación Superior, recibiendo estudiantes de toda la provincia con la finalidad de formar tecnólogos de la salud en 19 perfiles, a partir de ese año la escuela se comienza a llamar Filial Tecnológica de la Salud.  Al iniciarse el curso 2007- 2008 se unifican la Filial de Tecnología de la Salud y la Facultad de Ciencias Médicas y surge la Filial de las Ciencias de la Salud de Morón agrupando las cinco carreras Medicina, Enfermería, Estomatología, Tecnología de la salud y Psicología.
Desde el curso 2008- 2009 el centro atiende en el orden metodológico a los cinco municipios del norte de la provincia.
Desde su fundación la Filial de las Ciencias Médicas “Arley Hernández Moreira” ha graduado a miles de jóvenes cubanos y de más de 40 países de América Latina el Caribe, África, Oceanía y el Pacífico.
Desde el curso 2014 – 2015 se fusionó la formación de la enseñanza técnica con la formación universitaria, se desarrolla el proceso formativo de ambas enseñanzas, pero en escenarios docentes y de vida diferentes.

## Revistas Científicas de la Universidad de Ciencias Médicas de Ciego de Ávila
La revista Mediciego una publicación de carácter científico de la Universidad de Ciencias Médicas de Ciego de Ávila. Está dirigida a estudiantes y profesionales interesados en las temáticas de las ciencias de la salud en Cuba y otras partes del mundo. Su misión es publicar resultados científicos afines con la salud humana y la formación de los recursos humanos para el sector. Es una revista arbitrada, de acceso abierto, en publicación continua; no aplica cargos por procesamiento ni por la publicación de artículos.
La edición de la revista se realiza según las normas ISO 216-75, 999-75, 214-76, 8-77, 18-81, 5966-82, 4-84, 215-86 y 3297-86 y las recomendaciones Comité Internacional de Editores de Revistas Médicas (ICMJE).
RNPS 1821      RNSW A1235      ISSN 1029-3035
Sitio web: https://revmediciego.sld.cu/index.php/mediciego/about
La Revista Científica Estudiantil Avileña CienCiMed, es una publicación electrónica, con modelo de Publicación continua (un solo volumen anual) y revisada por pares, dirigida a estudiantes y profesionales de la salud o vinculados a este sector. Su objetivo es difundir los resultados de la actividad científica realizada por los estudiantes desde el pregrado, apoyados por sus tutores en aras de contribuir al conocimiento e incrementar la calidad de los servicios médicos. Esta revista no aplica cargos por procesamiento ni publicación de artículos.
Sitio web: https://ciencimed.sld.cu/index.php/ciencimed
Ambas revistas son editadas en el Centro Provincial de Información de las Ciencias Médicas de Ciego de Ávila, bajo el sello editorial de la Editorial de Ciencias Médicas. https://seriadas.sld.cu/